# توفال خورشیدی
توفال خورشیدی که همچنین توفال فتوولتائیک نامیده می‌شوند، سلول‌های خورشیدی طراحی شده ایی هستند که شبیه تخته سنگ معمولی یا لایه‌های قیروگونی به نظر می‌رسند. گونه‌های مختلفی از توفال خورشیدی وجود دارد، از جمله پانل‌های جامد پوششی که در جای تعدادی از توفال‌های معمولی در یک نوار قرار می‌گیرد، طرح‌های نیمه سخت که حاوی چندین سلول‌های خورشیدی سیلیکونی که شبیه توفال معمولی می‌باشند و سیتم‌های جدیدتری که از فناوری نوارهای نازک فیلم سلول‌های خورشیدی استفاده می‌کنند که همانند توفال معمولی هر دو در حجم و انعطاف‌پذیری با یکدیگر مطابقت دارند. توفال‌های خورشیدی توسط چندین شرکت ساخته می‌شوند اما دو مورد از مهم‌ترین سازنده‌های توفال سقف خورشیدی داو و سرتن تید می‌باشند.

## تاریخچه
تبلیغات توفال خورشیدی برای اولین بار در سال ۲۰۰۵ شکل گرفت. در مصاحبه سال ۲۰۰۹ با رویترز یک سخنگوی شرکت شیمیایی داو تخمین زده است که با ورود آن‌ها به بازار پوشش خورشیدی، ۵ میلیارد دلار درآمد در سال ۲۰۱۵ دارند و ۱۰ میلیارد تا سال 2020. اولین توفال خورشیدی داو در ماه اکتبر سال ۲۰۱۱ در کلرادو در دسترس قرار گرفت.

## توضیحات
توفال خورشیدی سلول‌های فتوولتالیک هستند که کار آن‌ها گرفتن نور خورشید و تبدیل آن به برق است. اغلب توفال‌های خورشیدی بین ۱۲ تا ۸۶ اینچ می‌باشد (متوسط ۳۰۰ تا ۲۱۸۰ میلی‌متر) که می‌تواند به‌طور مستقیم به پارچه بام استاپلد تبدیل شود. هنگامی که درعمل به‌طور متوسط بین ۵ تا۸۶ اینچ درنوار سطح قرار می‌گیرند. نصب مدل‌های مختلف توفال متفاوت است. برخی را می‌توان به‌طور مستقیم بر روی بام با قیرگونی مخلوط به‌طور منظم ساخت در حالیکه مدل‌های دیگر ممکن است به نصب ویژه‌ای نیاز داشته باشند.
سقف خورشیدی یک رنگ تیره عمیق متمایل به رنگ ارغوانی آبی رنگ دارد. در نتیجه شبیه به سایر سقف‌ها می‌باشد. امکان اینکه صاحب خانه‌ها توفال خورشیدی را ترجیح دهند بیشتر است زیرا آن‌ها از داشتن پانل‌های بزرگ در سقف خانه‌های خود جلوگیری می‌کنند.

## هزینه
طرح پوشش‌های خورشیدی قدیمی از لحاظ نصب نسبت به پانل‌های سنتی PV گرانتر هستند.
اما طرح‌های جدید مانند فیلم نازک اندیم ماکسیم کارآمدتر هستند و زودتر از ۱۰ ساعت نصب می‌شوند در مقایسه با ۲۲ تا ۳۰ ساعت که برای نصب پانل‌های سنتی مورد نیاز است. هر چقدر که هزینه نصب پایین‌تر باشد هزینه پیاده‌سازی انرژی خورشیدی به‌طور چشم‌گیری کاهش می‌یابد. بیشتر قدرت فتوولتائیک در قالب جریان مستقیم یا DC تولید می‌شود.
استاندارد در خانه‌ها جریان متناوب است، بنابراین بخشی از هزینه نصب و راه‌اندازی توفال خورشیدی جهت یک اینورتر جریان DC به AC مصرف می‌شود.
گرانترین راه برای نصب توفال خورشیدی استفاده از یک شبکه به عنوان یک منبع تهیه و پشتیبانی از برق است. ذخیره‌سازی و پشتیبان‌گیری به شکل باتری گران است، و همچنین نصب و راه‌اندازی را پیچیده می‌کند و در مقیاس بزرگ نیز غیر اقتصادی می‌باشد. واحد پشتیبانی باتری نیاز به آرایه‌ای از سخت‌افزار اضافی دارد؛ که شامل باتری‌ها، باتری یدکی، کنترل‌کننده شارژ باتری و پانل‌های جداگانه برای مدارهای بار بحرانی می‌باشد. با این حال قدرت شبکه تنها به عنوان یک سیستم پشتیبان‌گیری بسیارمفید است هنگامی که انرژی خورشیدی در دسترس نباشد.

## دسترسی
شرکت‌هایی که در ایالات متحده آمریکا توفال خورشیدی تولید می‌کنند عبارتند از: داو، سرتن تید، شرکت مهندسی سان انرژی، آتلانتیس انرژی سیستم (سیستم‌های آسفالت و سنگ لوح)، سایت OkSolar.comm،و مجتمع فناوری خورشیدی (سیستم سقف خورشیدی SunTegra)
از دیگر شرکت‌ها می‌توان به شرکت یونی سولار (که در سال ۲۰۱۲ اعلام ورشکستگی کرد) و شرکت Pfleiderer-Dachziegelwerke اشاره کرد.